# قوة الأمم المتحدة الأمنية المؤقتة لأبيي
قوة الأمم المتحدة الأمنية المؤقتة لأبيي (UNISFA) هي بعثة لحفظ السلام تابعة للأمم المتحدة في مدينة أبيي المتنازع عليها بين جمهورية السودان وجنوب السودان. تمت الموافقة على القوة في 27 يونيو 2011 من قبل مجلس الأمن التابع للأمم المتحدة في القرار رقم 1990 بعد اندلاع الصراع في جنوب كردفان في وقت سابق في يونيو 2011. يعد الجيش الإثيوبي أكبر مساهم في عدد الأفراد، واعتبارًا من عام 2018، المساهم الوحيد بالقوات الفردية.